# Максимов, Михаил Андреевич
Михаил Андреевич Максимов (1907—1989) — советский военнослужащий, участник Великой Отечественной войны, полный кавалер ордена Славы, командир расчёта 76-мм пушки 104-го отдельного гвардейского истребительно-противотанкового артиллерийского дивизиона (97-я гвардейская стрелковая дивизия, 5-я гвардейская армия, 1-й Украинский фронт) гвардии старший сержант.

## Биография
Михаил Андреевич Максимов родился в деревне Повернихино Костромского уезда Костромской губернии (в настоящее время Костромской район Костромской области). Окончил 2 класса церковно-приходской школы. Работал директором Деревеньковского сыроваренного завода.
В 1930 году призывался в ряды Красной армии и служил до 1933 года. Вновь был призван Сусанинским райвоенкоматом в 1941 году.
На фронтах Великой Отечественной войны с августа 1942 года.
6 января 1944 года в районе Кировограда возле высоты 186,6 командир орудия гвардии сержант Максимов, когда на его позицию вышли 4 танка противника, открыл по ним огонь. Тремя выстрелами подбил один из танков. К позиции начали приближаться автоматчики противника, метким огнём Максимов уничтожил 5 из них Только после приказа командира батареи сменил позицию и продолжал вести бой. Приказом по дивизии от 29 января 1944 года сержант Максимов был награждён орденом Славы 3-й степени.
1 апреля 1944 года при наступлении гвардии старший сержант Максимов у высоты 178,4 в Одесской области уничтожил танк противника, 2 станковых пулемёта и до 40 солдат противника. Был ранен, но из боя не вышел, работая за наводчика. Обеспечил прохождение стрелковых подразделений 294 стрелкового полка, к которому был придан. После повторного ранения, приказом командира батареи выведен из боя и отправлен в госпиталь. Приказом по войскам 5-й гвардейской армии от 12 июля 1944 года он был награждён орденом Славы 2-й степени.
Командир расчёта 76-мм орудия гвардии старший сержант Максимов 5 февраля 1945 года в бою возле населённого пункта Олава уничтожил бронетранспортёр противника и до 20 солдат и офицеров противника. Когда противник окружил огневую позицию, Максимов поднял расчёт в рукопашную схватку, лично из автомата уничтожив 8 солдат и 1 офицера противника. В боях по расширению плацдарма на реке Одер своим орудием уничтожил пулемёт, орудие и до 10 солдат противника. Указом Президиума Верховного Совета СССР от 27 июня 1945 года гвардии старший сержант Максимов был награждён орденом Славы 1-й степени.
Гвардии старший сержант Максимов демобилизовался в декабре 1945 года. Вернулся на родину, жил в посёлке Сусанино. Работал в конторе «Заготскот».
6 апреля 1985 года в порядке массового награждения участников войны он был награждён орденом Отечественной войны 1-й степени.
Скончался Михаил Андреевич Максимов 1 июля 1989 года.